# 이슬람 슬리마니
이슬람 슬리마니(아랍어: اسلام سلیمانی, Islam Slimani, 1988년 6월 18일 ~ )는 알제리의 축구 선수로 포지션은 스트라이커이다. 현재는 벨기에 프로 리그의 베스테를로 소속으로 뛰고 있다.

## 클럽 경력
2009년 5월, 슬리마니는 JSM 체라가에서 CR 벨루이즈다드로 이적료 800,000 알제리 디나르로 이적하여, 2년 계약을 맺었다. 8월에 그는 2009-2010 시즌 알제리 샹피오나 나시오날 첫째 주에 MC 오란을 상대로 정식 데뷔전을 치렀다. 그는 첫 시즌을 30경기에 출전하여 8골을 넣으며 마감하였다.
2011년 5월 17일, 슬리마니는 JS 카빌리를 상대로 4골을 득점하며, 팀의 7-1 승리를 이끌었다. 2011년 7월에 재계약 당시에 니스와 르아브르 같은 프랑스의 클럽들이 그와 계약을 맺는 것에 관심이 있어 했지만, 그는 결국 벨루이즈다드와 2년 연장 계약을 맺었다.
2013년 8월 6일, 슬리마니는 스포르팅 CP에 입단하였다. 2013-2014 시즌에 슬리마니는 숨겨진 비장의 카드 또는 추가 골이 필요한 상황에서 교체 선수로 출전하는 등 벤치에서 시작하였다. 하지만 팀의 주포 프레디 몬테로의 폼이 떨어지면서, 그는 선발 출전 선수가 되었고 히우 아브, 브라가, 비토리아, 그리고 더비 라이벌 포르투 등을 상대하며 2014년 3월 초에 4경기 4골을 득점하였다. 2013년 12월, 그는 올해의 알제리 최고의 선수에 선정되었다.

## 국가대표 경력
2009년 10월, 슬리마니는 압델하크 벤치카 감독에 의해서 처음으로 알제에 있던 알제리 A' 축구 국가대표팀 트레이닝 캠프에 소집되었다. 2010년 3월, 슬리마니는 2011년 아프리카 네이션스 챔피언십 리비아 축구 국가대표팀과의 지역 예선전에서 벨루이즈다드의 팀 동료 유세프 사이비를 대신하여 다시 한번 대표팀에 소집되었다. 하지만 슬리마니는 그 경기에 출전하지 못하였고 팀은 1-0 승리를 거뒀다.
2012년 5월, 슬리마니는 말리와 르완다와의 2014년 FIFA 월드컵 지역 예선에서 처음으로 알제리 축구 국가대표팀에 소집되었고, 잠비아와의 2013년 아프리카 네이션스컵 지역 예선전에 다시 소집되었다. 5월 26일, 그는 니제르와의 친선전에서 후반에 교체 선수로 출전하며, 대표팀 데뷔전을 치렀다. 일주일 후인, 6월 2일에 슬리마니는 2014년 FIFA 월드컵 예선 르완다를 상대로 팀의 세 번째 골이자 자신의 대표팀 데뷔골을 넣으며 4-0 승리에 기여를 하였다. 그는 말리와의 다음 경기에서도 득점을 하였고 잠비아와의 경기에서는 두 골을 넣었다.
슬리마니는 2014년 FIFA 월드컵 본선에 출전한 알제리 대표팀 명단에도 포함되었다. 특히 대한민국과의 조별 예선 2차전 경기에서는 선제골을 기록했고 압델무멘 자부가 기록한 알제리의 세 번째 골을 어시스트하는 등 알제리의 4-2 승리에 기여했다. 러시아와의 조별 예선 3차전 경기에서는 1-1 동점골을 기록하여 알제리의 사상 첫 FIFA 월드컵 16강 진출에 공헌했다.

### 국가대표팀 득점

#### 대표팀
| #  | 날짜             | 경기장                                   | 상대         | 득점 | 결과 | 유형                            |
| -- | ---------------- | ---------------------------------------- | ------------ | ---- | ---- | ------------------------------- |
| 1. | 2012년 6월 2일   | 알제리, 블리다, 스타드 무스타파 샤카르   | 르완다       | 3–0  | 4–0  | 2014년 FIFA 월드컵 예선         |
| 2. | 2012년 6월 10일  | 부르키나파소, 와가두구, 스타드 뒤 4-우트 | 말리         | 1–0  | 1–2  | 2014년 FIFA 월드컵 예선         |
| 3. | 2012년 6월 15일  | 알제리, 블리다, 스타드 무스타파 샤카르   | 감비아       | 2–0  | 4–1  | 2013년 아프리카 네이션스컵 예선 |
| 4. | 2012년 6월 15일  | 알제리, 블리다, 스타드 무스타파 샤카르   | 감비아       | 3–1  | 4–1  | 2013년 아프리카 네이션스컵 예선 |
| 5. | 2012년 10월 14일 | 알제리, 블리다, 스타드 무스타파 샤카르   | 리비아       | 2–0  | 2–0  | 2013년 아프리카 네이션스컵 예선 |
| 6. | 2013년 3월 26일  | 알제리, 블리다, 스타드 무스타파 샤카르   | 베냉         | 3–1  | 3–1  | 2014년 FIFA 월드컵 예선         |
| 7. | 2013년 6월 2일   | 알제리, 블리다, 스타드 무스타파 샤카르   | 부르키나파소 | 2–0  | 2–0  | 친선경기                        |
| 8. | 2013년 6월 9일   | 베넹, 포르토노보, 스타드 샤를 드골       | 베냉         | 1–1  | 3–1  | 2014년 FIFA 월드컵 예선         |
| 9. | 2013년 6월 9일   | 베넹, 포르토노보, 스타드 샤를 드골       | 베냉         | 2–1  | 3–1  | 2014년 FIFA 월드컵 예선         |

#### A' 대표팀
| # | 날짜            | 경기장                                 | 상대     | 득점 | 결과 | 유형     |
| - | --------------- | -------------------------------------- | -------- | ---- | ---- | -------- |
| 1 | 2013년 5월 25일 | 알제리, 블리다, 스타드 무스타파 샤카르 | 모리타니 | 1–0  | 1–0  | 친선경기 |

## 경력
- 2013년 아프리카 네이션스컵 국가대표
- 2014년 FIFA 월드컵 국가대표

## 수상
개인
- 2014년 FIFA 월드컵 맨 오브 더 매치 : vs. 대한민국, vs. 러시아 (이상 조별리그)

## 같이 보기
- A매치 100경기 이상 출전한 축구 선수 명단